# Daniel Ludueña
Daniel Emmanuel Ludueña, né le 27 juillet 1982 à Córdoba, est un footballeur argentin, qui évolue au poste de milieu de terrain aux Pumas UNAM.
Il est le fils du footballeur Luis Ludueña. Son frère Gonzalo pratique également le football.

## Carrière
Ludueña commence sa carrière professionnelle au River Plate. Il y remporte les tournois de clôture 2003 et 2004 mais avec une faible contribution. Il quitte son pays pour le Mexique en 2004 pour rejoindre les Estudiantes.
En 2007, Ludueña est recruté par le Santos Laguna pour renforcer une équipe qui sort d'une mauvaise saison. Le club remporte le Tournoi de clôture 2008 et Tournoi de clôture 2012. En 2013, Ludueña est échangé avec Christian Suárez au Pachuca contre Mauro Cejas et Néstor Calderón.
Au cours de sa carrière, Daniel Ludueña dispute un total de 15 matchs en Copa Libertadores (un but), huit matchs en Copa Sudamericana (un but), et 16 en Ligue des champions de la CONCACAF (sept buts). Il joue également près de 400 matchs en première division mexicaine, inscrivant une centaine de buts.
Il atteint la finale de la Copa Sudamericana en 2003 avec le club de River Plate, puis la finale de la Ligue des champions de la CONCACAF en 2012 avec le Santos Laguna.
Il est notamment connu pour avoir été nommé aux FIFA Puskas Award 2013 après un tir de loin contre Tigres le 27 juillet 2013 avec son ancienne équipe, Pachuca.

## Palmarès
- Finaliste de la Copa Sudamericana en 2003 avec River Plate
- Finaliste de la Ligue des champions de la CONCACAF en 2012 avec le Santos Laguna
- Vainqueur du Tournoi de clôture du championnat d'Argentine en 2003 et 2004 avec River Plate
- Vainqueur du Tournoi de clôture du championnat du Mexique en 2008 et 2012 avec le Santos Laguna
- Nommé aux Fifa Puskas Award en 2013